# Sundance Film Festival 2022
Das 38. Sundance Film Festival fand vom 20. bis 30. Januar 2022 statt. Bei dem elftägigen Festival waren neben Lang- und Kurzfilmen auch episodische Arbeiten zu sehen. Das Programm wurde am 9. Dezember 2021 vorgestellt.

## Besonderheiten
Im Mai 2021 wurde bekannt, dass die 38. Ausgabe des Sundance Film Festivals hybrid stattfinden soll und Präsenzveranstaltungen in Salt Lake City sowie in sieben weiteren Arthouse-Kinos in den USA geplant sind. Anfang Januar 2022 gaben die Organisatoren bekannt, dass aufgrund der COVID-19-Lage die Veranstaltung komplett digital stattfinden soll. Daraufhin wurde der ursprünglich für die Sektion Premieres gemeldete französische Beitrag Final Cut of the Dead von Michel Hazanavicius vom Festival zurückgezogen.

## Filmprogramm (Auswahl)

### U.S. Dramatic Competition
- 892 von Abi Damaris Corbin
- Alice von Krystin Ver Linden
- blood von Bradley Rust Gray
- Cha Cha Real Smooth von Cooper Raiff
- Dual von Riley Stearns
- Emergency von Carey Williams
- Master von Mariama Diallo
- Nanny von Nikyatu Jusu
- Palm Trees and Power Lines von Jamie Dack
- Watcher von Chloe Okuno

### U.S. Documentary Competition
- Aftershock von Paula Eiselt und Tonya Lewis Lee
- Descendant von Margaret Brown
- The Exiles von Ben Klein und Violet Columbus,
- Fire of Love von Sara Dosa
- Free Chol Soo Lee von Julie Ha und Eugene Yi
- I Didn’t See You There von Reid Davenport
- The Janes von Tia Lessin und Emma Pildes
- Jihad Rehab von Meg Smaker
- Nawalny (Navalny) von Daniel Roher
- TikTok, Boom. von Shalini Kantayya

### World Cinema Dramatic Competition
- Brian and Charles von Jim Archer
- The Cow Who Sang a Song Into the Future von Francisca Alegria
- Dos Estaciones von Juan Pablo González
- Girls Girls Girls (Tytöt tytöt tytöt / Girl Picture) von Alli Haapasalo
- Klondike von Maryna Er Horbatsch
- Leonor Will Never Die von Martika Ramirez Escobar
- Mars One (Marte Um) von Gabriel Martins
- Sanfte Monster (Szelíd) von Anna Nemes und László Csuja
- Utama. Ein Leben in Würde (Utama) von Alejandro Loayza Grisi
- You Won’t Be Alone von Goran Stolevski

### World Cinema Documentary Competition
- All That Breathes von Shaunak Sen
- Calendar Girls von Maria Loohufvud und Love Martinsen
- A House Made of Splinters von Simon Lereng Wilmont
- Midwives von Snow Hnin Ei Hlaing
- The Mission von Tania Anderson
- Nothing Compares von Kathryn Ferguson
- Sirens von Rita Baghdadi
- Tantura von Alon Schwarz
- The Territory von Alex Pritz
- We Met in Virtual Reality von Joe Hunting

### Weitere Premieren
- 2nd Chance von Ramin Bahrani
- Absturz: Der Fall gegen Boeing (Downfall: The Case Against Boeing) von Rory Kennedy
- Am I OK? von Stephanie Allynne und Tig Notaro
- Brainwashed – Sexismus im Kino (Brainwashed: Sex-Camera-Power) von Nina Menkes
- Call Jane von Phyllis Nagy
- Emily the Criminal von John Patton Ford
- God’s Country von Julian Higgins
- Honk for Jesus, Save Your Soul von Adamma Ebo
- Jeen-Yuhs: A Kanye Trilogy von Clarence “Coodie” Simmons und Chike Ozah
- La Guerra Civil von Eva Longoria Bastón
- Living – Einmal wirklich leben (Living) von Oliver Hermanus
- Lucy and Desi von Amy Poehler
- Meine Stunden mit Leo (Good Luck to You, Leo Grande) von Sophie Hyde
- My Old School von Jono McLeod
- The Princess von Ed Perkins
- Resurrection von Andrew Semans
- Sharp Stick von Lena Dunham
- To the End von Rachel Lears
- We Need to Talk About Cosby von W. Kamau Bell
- When You Finish Saving the World von Jesse Eisenberg

### Next
- The Cathedral von Ricky D’Ambrose
- Every Day In Kaimukī von Alika Tengan
- Framing Agnes von Chase Joynt
- A Love Song von Max Walker-Silverman
- Mija von Isabel Castro
- Riotsville von Sierra Pettengill
- Something in the Dirt von Justin Benson und Aaron Moorhead

### Midnight
- Babysitter von Monia Chokri
- Fresh von Mimi Cave
- Hatching (Pahanhautoja) von Hanna Bergholm
- Meet Me in the Bathroom von Will Lovelace
- Piggy (Cerdita) von Carlota Pereda
- Speak No Evil von Christian Tafdrup

### Spotlight
- After Yang von Kogonada
- Das Ereignis (Happening) von Audrey Diwan
- Neptune Frost von Saul Williams und Anisia Uzeyman
- Der schlimmste Mensch der Welt von Joachim Trier
- Three Minutes – A Lengthening von Bianca Stigter

### Kids
- Maika von Ham Tran
- Summering von James Ponsoldt

### Special Screenings
- The American Dream and Other Fairy Tales von Abigail E. Disney und Kathleen Hughes
- Last Flight Home von Ondi Timoner
- Phoenix Rising von Amy Berg

## Indie Episodic Program
- Bring on the Dancing Horses
- Chiqui
- Culture Beat
- The Dark Heart
- Instant Life
- My Trip to Spain

## Jurymitglieder
| U.S. Documentary Jury - Garrett Bradley - Joan Churchill - Peter Nicks World Cinema Documentary Jury - Emilie Bujès - Patrick Gaspard - Dawn Porter | U.S. Dramatic Jury - Chelsea Barnard - Marielle Heller - Payman Maadi World Cinema Dramatic Jury - Andrew Haigh - Mohamed Hefzy - La Frances Hui | Alfred P. Sloan Prize Jury - Heather Berlin - Mandë Holford - Tenoch Huerta - Lydia Dean Pilcher - Shawn Snyder |

## Prämierte Filme
Die Preisverleihung fand am 28. Januar 2022 statt.
- U.S. Grand Jury Prize: Documentary – The Exiles von Ben Klein und Violet Columbus
- U.S. Grand Jury Prize: Dramatic – Nanny von Nikyatu Jusu
- World Cinema Grand Jury Prize: Documentary – All That Breathes von Shaunak Sen
- World Cinema Grand Jury Prize: Dramatic – Utama. Ein Leben in Würde von Alejandro Loayza Grisi
- Audience Award: U.S. Documentary – Nawalny von Daniel Roher
- Audience Award: U.S. Dramatic – Cha Cha Real Smooth von Cooper Raiff
- Audience Award: World Cinema Documentary – The Territory von Alex Pritz
- Audience Award: World Cinema Dramatic – Girls Girls Girls von Alli Haapasalo
- Festival Favorite Award – Nawalny von Daniel Roher
- Audience Award in der Sektion NEXT – Framing Agnes von Chase Joynt
- Directing Award: U.S. Documentary – Reid Davenport für I Didn't See You There
- Directing Award: U.S. Dramatic – Jamie Dack für Palm Trees and Power Lines
- Directing Award: World Cinema Documentary – Simon Lereng Wilmont für A House Made of Splinters
- Directing Award: World Cinema Dramatic – Maryna Er Horbatsch für Klondike
- Waldo Salt Screenwriting Award: U.S. Dramatic – K.D. Dávila für Emergency
- Alfred P. Sloan Feature Film Prize – After Yang
- Jonathan Oppenheim Editing Award – Erin Casper und Jocelyne Chaput für Fire of Love
- Short Film Jury Award	International Fiction – Hoch oben
- Special Jury Award Acting im World Cinema Dramatic Competition – Teresa Sánchez in Dos Estaciones[6]